# The Classical Conspiracy - Live in Miskolc, Hungary
The Classical Conspiracy - Live in Miskolc, Hungary è il secondo album dal vivo del gruppo musicale olandese Epica, pubblicato l'8 maggio 2009 dalla Nuclear Blast.

## Descrizione
Registrato durante l'Opera Festival di Miskolc (Ungheria) il 14 giugno 2008, il concerto si è svolto insieme a un'orchestra di settanta elementi (l'Extended Reményi Ede Chamber Orchestra) e a un coro di quaranta (il Coro del Teatro Nazionale di Miskolc).
Durante il concerto, gli Epica hanno reinterpretato vari brani classici, operistici e tratti da colonne sonore. Sono stati anche eseguiti vari brani del repertorio originale del gruppo.

## Tracce
CD 1
1. Palladium
2. Dies Irae – Giuseppe Verdi cover
3. Ombra mai fu – Georg Friedrich Händel cover
4. Adagio – Antonín Dvořák cover
5. Spiderman Medley – Danny Elfman cover
6. Presto – Antonio Vivaldi cover
7. Montagues & Capulets – Sergej Sergeevič Prokof'ev cover
8. The Imperial March – John Williams cover
9. Stabat Mater Dolorosa – Giovanni Battista Pergolesi cover
10. Unholy Trinity
11. In the Hall of the Mountain King – Edvard Grieg cover
12. Pirates of the Caribbean – Hans Zimmer & Klaus Badelt cover
13. Indigo
14. The Last Crusade
15. Sensorium
16. Quietus
17. Chasing the Dragon
18. Feint

CD 2
1. Never Enough
2. Beyond Belief
3. Cry for the Moon
4. Safeguard to Paradise
5. Blank Infinity
6. Living a Lie
7. The Phantom Agony
8. Sancta Terra
9. Illusive Consensus
10. Consign to Oblivion

## Classifiche
| Classifica (2009) | Posizione massima |
| ----------------- | ----------------- |
| Belgio (Fiandre)  | 82                |
| Belgio (Vallonia) | 58                |
| Francia           | 23                |
| Germania          | 87                |
| Paesi Bassi       | 23                |
| Svizzera          | 81                |